# NGC 7209
NGC 7209 is een open sterrenhoop in het sterrenbeeld Hagedis. Het hemelobject werd op 19 oktober 1788 ontdekt door de Duits-Britse astronoom William Herschel.
Net ten noorden van NGC 7209 is de veranderlijke ster HT Lacertae te vinden.

## Synoniemen
- OCL 215